# Mireille Perrier
Mireille Perrier (* 14. November 1959 in Blois) ist eine französische Film- und Theaterschauspielerin.

## Leben
Mireille Perrier studierte bei Robert Cordier und Antoine Vitez am Théâtre national de Chaillot in Paris. Sie erhielt ihre erste große Filmrolle in dem Film Boy Meets Girl von Leos Carax 1984. Im Jahr 1990 war sie für Eine Welt ohne Mitleid für den Cesar für die beste Jungdarstellerin nominiert. Ihr Schaffen für Film und Fernsehen umfasst mehr las 90 Produktionen.

## Filmografie (Auswahl)
- 1984: Boy Meets Girl
- 1986: Die Nacht ist jung (Mauvais sang)
- 1987: Wo du auch bist (Où que tu sois)
- 1988: Chocolat – Verbotene Sehnsucht (Chocolat)
- 1989: Eine Welt ohne Mitleid (Un monde sans pitié)
- 1991: Toto der Held (Toto le héros)
- 1993: Der Schatten des Zweifels (L’ombre du doute)
- 1995: Morgen nach Versailles (Dancing nuage)
- 1998: Zu verkaufen (À vendre)
- 2003: Birkenau und Rosenfeld (La petite prairie aux bouleaux)
- 2003: Mit leeren Händen (Les mains vides)
- 2004: La Crim’ (Fernsehserie, Folge 10x05 La part du diable)
- 2006: Fragments sur la grâce
- 2007: La surprise (Fernsehfilm)
- 2007: Der gehende Mann ( L'homme qui marche)
- 2008: A l’est de moi
- 2009: La guerre des fils de la lumière contre les fils des ténèbres
- 2010: Orly[3]
- 2010: Point Blank – Aus kurzer Distanz (À bout portant)
- 2010: Fracture (Fernsehfilm)
- 2011: Auf der Suche ( Looking for Simon)
- 2013: Anna et Otto

- 2015: Nos femmes
- 2019: Was mir von der Revolution geblieben ist (Tout ce qu’il me reste de la révolution)
- 2019: Camille
- 2021: Oeil oignon
- 2022: Les enfants des autres
- 2023: Capitaine Marleau (Fernsehserie, Folge 4x10 Grand hôtel)
- 2025: Différente